# Азорчашма
Азорчашма, Хазорчашма́ (тадж. Ҳазорчашма — ҳазор → тысяча, чашма → родник, ключ, источник) — озеро, расположенное в Пенджикентском районе Согдийской области Таджикистана на высоте 2400 метров над уровнем моря.
Общая площадь акватории озера 0,92 км². Площадь водосбора — 121 км².

## Описание
Азорчашма — озеро, образованное за счёт большого количества ручьёв и родников. Отсюда и название, которое с таджикского языка переводится как «тысяча источников». В озеро впадают реки Азорчашма (с юго-запада) и Чапдара (с юго-востока). Из флоры вокруг озера растут берёзы. Недалеко от озера находится перевал Тавасанг, через который пролегает несколько популярных туристических маршрутов. Азорчашма считается седьмым озером в каскаде семи озёр, однако следует отметить, что озеро не относится к системе Маргузорских озёр.

## Химический состав
Согласно классификации природных вод по выделению гидрохимических фаций Г. А. Максимовича, Азорчашма входит в зону горных территорий гидрокарбонатной гидрохимической формации с преобладанием гидрокарбонатно-кальциевых вод. В таблице учёного приведены следующие характеристики вод озера:
| Формация         | Фация               | Минерализация, мг/л |
| ---------------- | ------------------- | ------------------- |
| Гидрокарбонатная | HCO3— Na+ +K+ —Ca²+ | 50—150              |